# 米蘭 (伊利諾伊州)
米蘭（英語：Milan）是位於美國伊利諾伊州羅克艾蘭縣的一個村落。

## 地理
米蘭的座標為41°26′47″N 90°33′56″W / 41.44639°N 90.56556°W，而該地最高點為海拔高度176米（即577英尺）。

## 人口
根據2010年美國人口普查的數據，米蘭的面積為17.59平方千米，當中陸地面積為16.06平方千米，而水域面積為1.53平方千米。當地共有人口5099人，而人口密度為每平方千米289人。